# لوکاس فراری
لوکاس فراری (انگلیسی: Lucas Ferrari؛ زادهٔ ۳۱ مارس ۱۹۹۷) بازیکن فوتبال اهل آرژانتین است.